# ごとP
ごとP（ - ぴー、1969年6月12日 - ）は日本の男性イラストレーター。

## 人物概要
岐阜県岐阜市出身。血液型はO型。
同人サークル「みずきちゃんくらぶ」を運営。
柔らかな作風が特徴。草の根BBS時代から現在まで、「なごみ系」のCGイラストを発表し続けている。

## 作品リスト

### 画集
- なごみ日和 メディアワークス ISBN 4840225923
- ひだまり-ごとPアートワークス メディアワークス ISBN 4840212899
- もえぎいろ（CG画集）

### キャラクターデザイン・原案
- 妄想科学シリーズ ワンダバスタイル
- Close to 〜祈りの丘〜
- D.C.II 〜ダ・カーポII〜（はりまお担当）

### 原画
- narcissu SIDE 2nd（同人ソフト）
- 次の犠牲者をオシラセシマス

### イラストレーション
- CLANNAD Official Another Story 光見守る坂道で メディアワークス ISBN 4840232504

### 挿絵
- 小説『Angel Beats! -Track ZERO-』（Angel Beats!の前日譚） 電撃G's magazine